# Virmajärvi
Virmajärvi  is een klein, langwerpig, 1 km lang meer op de grens van Finland en Rusland in het stroomgebied van de Neva.
Het meer ligt op het grondgebied van de Finse gemeente Ilomantsi en de Russische rajon Suojärvi in de autonome deelrepubliek Karelië. Het dichtstbijgelegen Fins dorp is Hattuvaara, het dichtstbijgelegen Russisch dorp is Porosozero. Op een eiland in het meer bevindt zich het oostelijkst gelegen punt van Finland, en daarmee ook het oostelijkste punt van het vasteland van de Europese Unie.